# Gare de Pornic
Gare de Pornic – stacja kolejowa w Pornic, w departamencie Loara Atlantycka, w regionie Kraj Loary, we Francji. Stacja znajduje się na południowym brzegu Canal de Haute Perche, rzeki, która dzieli miasto na dwie części, ale w pobliżu mostu, który umożliwia dostęp do oddalonego o kilkaset metrów handlowego i turystycznego centrum miasta.
Została otwarta w 1875 przez Compagnie des chemins de fer nantais (CFN). Jest stacją Société nationale des chemins de fer français (SNCF), obsługiwaną przez pociągi TER Pays de la Loire.